# Astrologie humaniste
 (janvier 2014).
Si vous disposez d'ouvrages ou d'articles de référence ou si vous connaissez des sites web de qualité traitant du thème abordé ici, merci de compléter l'article en donnant les références utiles à sa vérifiabilité et en les liant à la section « Notes et références ».
 (juillet 2022).
La mise en forme du texte ne suit pas les recommandations de Wikipédia : il faut le « wikifier ».
Les points d'amélioration suivants sont les cas les plus fréquents. Le détail des points à revoir est peut-être précisé sur la page de discussion.
- Les titres sont pré-formatés par le logiciel. Ils ne sont ni en capitales, ni en gras.
- Le texte ne doit pas être écrit en capitales (les noms de famille non plus), ni en gras, ni en italique, ni en « petit »…
- Le gras n'est utilisé que pour surligner le titre de l'article dans l'introduction, une seule fois.
- L'italique est rarement utilisé : mots en langue étrangère, titres d'œuvres, noms de bateaux, etc.
- Les citations ne sont pas en italique mais en corps de texte normal. Elles sont entourées par des guillemets français : « et ».
- Les listes à puces sont à éviter, des paragraphes rédigés étant largement préférés. Les tableaux sont à réserver à la présentation de données structurées (résultats, etc.).
- Les appels de note de bas de page (petits chiffres en exposant, introduits par l'outil «  Source ») sont à placer entre la fin de phrase et le point final[comme ça].
- Les liens internes (vers d'autres articles de Wikipédia) sont à choisir avec parcimonie. Créez des liens vers des articles approfondissant le sujet. Les termes génériques sans rapport avec le sujet sont à éviter, ainsi que les répétitions de liens vers un même terme.
- Les liens externes sont à placer uniquement dans une section « Liens externes », à la fin de l'article. Ces liens sont à choisir avec parcimonie suivant les règles définies. Si un lien sert de source à l'article, son insertion dans le texte est à faire par les notes de bas de page.
- La présentation des références doit suivre les conventions bibliographiques. Il est recommandé d'utiliser les modèles {{Ouvrage}}, {{Chapitre}}, {{Article}}, {{Lien web}} et/ou {{Bibliographie}}. Le mode d'édition visuel peut mettre en forme automatiquement les références.
- Insérer une infobox (cadre d'informations à droite) n'est pas obligatoire pour parachever la mise en page.

Pour une aide détaillée, merci de consulter Aide:Wikification.
Si vous pensez que ces points ont été résolus, vous pouvez retirer ce bandeau et améliorer la mise en forme d'un autre article.
 (juillet 2022).
L'astrologie humaniste (aussi appelée astrologie transpersonnelle) est un courant de pensée astrologique. 

## Description
Il s'agit de l'un des courants majeurs de l'astrologie moderne. Cette approche de l'astrologie se distingue principalement par quatre aspects : 
- Intégration des apports de la psychologie moderne ;
- Accent mis sur le transpersonnel ;
- Accent mis sur le processus de transformation et d'évolution ;
- Accent mis sur les processus (plutôt que sur les entités et les positions).

Cette approche a trois conséquences : 
- Non-fatalisme ;
- Non-manichéisme ;
- Rejet des approches scientistes et traditionalistes et de l'orientation utilitariste de l'astrologie.

## Histoire
L’astrologie humaniste est un courant de pensée astrologique se réclamant principalement des idées de l'astrologue, philosophe, écrivain, et artiste Dane Rudhyar qui en forgea le terme, et de celles d'Alexander Ruperti, principal héritier de Rudhyar.  
L’œuvre de ces deux auteurs comprend de nombreux textes (livres et autres), qui font montre d'une grande érudition et d'une vaste culture, touchant à de nombreux domaines du savoir et des idées, et établissant des liens entre divers champs de connaissance : astrologie (autant dans ses aspects historiques et techniques que dans ses implications philosophiques), mais aussi histoire, ethnologie, sociologie, psychologie, mythologie, philosophie, etc. 

## Spécificités
- Intégration des apports de la psychologie moderne

La principale nouveauté de l'astrologie humaniste est son intégration des découvertes de la psychanalyse inspirée de Sigmund Freud, mais surtout de Carl Gustav Jung, et également de l'école de Palo Alto entre autres. 
- Accent mis sur le transpersonnel

Selon Dane Rudhyar, un être humain peut vivre son thème natal (et donc sa vie) à 4 niveaux : biologique, socio-culturel, individuel, transpersonnel. Il a mis dans ses livres l'accent sur la possibilité donnée à tout être humain de choisir de vivre sa vie au niveau transpersonnel (potentiellement, et par effet de conséquence, cette possibilité est de même offerte à chaque peuple, et même à l'humanité tout entière).
Il a également mis en garde l'astrologue qui interprète le thème astral d'une personne ; avant toute interprétation, pour éviter de transmettre des messages qui autrement seraient inappropriés, il est de la plus haute importance de bien discerner le niveau auquel la personne vit son thème astral (et donc sa vie). 
- Accent mis sur le processus de transformation et d'évolution

En astrologie humaniste, un individu (et en particulier, un être humain) n'est pas considéré comme une entité figée, dont la vocation serait de tenter de toujours rester immuablement identique à lui-même. Au contraire, tout individu est considéré comme un être en devenir, engagé dans un processus de « transformation » et d'« évolution ». 
- Accent mis sur les processus (plutôt que sur les entités et les positions)

Les cartes du ciel envisagées comme ensemble de phases de processus cycliques
D'un point de vue à la fois plus technique, mais également hautement important sur le plan du sens symbolique, Dane Rudhyar a insisté également sur la nécessité d'acquérir la capacité d'interpréter les cartes du ciel astrologiques (thèmes astraux) :
- d'une part, comme un « ensemble de positions spatiales » existantes à un instant déterminé (autrement dit : une « Entité complexe ») ;
- d'autre part, et avant tout, comme un « ensemble de phases de processus cycliques », multiples, entremêlés, et en interaction permanente. (En fait, il s'agit plutôt de processus pseudo-cycliques, et donc de processus qui ne sont jamais reproductibles exactement à l'identique ; mais ces processus sont néanmoins suffisamment stables pour qu'on puisse y déceler un ordre, donc un sens).

Par conséquent, dans la conception de l'astrologie humaniste, chaque position planétaire dans le cercle du Zodiaque et dans le cercle des maisons, de même que chaque aspect ou configuration (entre deux ou plusieurs de ces positions) est avant tout l'une des phases d'un cycle, c'est-à-dire l'un des moments d'un processus. Et c'est uniquement de sa place dans le cycle que chacune de ces positions tire son sens. De même que c'est uniquement de sa position spatiale dans l'ensemble des cycles que chaque cycle tire sa signification. 
La destinée et le devenir des individus envisagés comme inclus dans des processus plus globaux
Dans cette même approche proposée par l'astrologie humaniste, la destinée et/ou le devenir de chaque individu sont envisagés comme inclus dans des phases de processus plus globaux, ceux de l'évolution de la vie, de l'univers, et même du cosmos tout entier, bref : les processus d'évolution de tous les « plus grands touts » dans lesquels chaque individu est nécessairement inclus. 
En ce qui concerne les êtres humains, parmi ces « plus grands touts », se trouvent évidemment les divers groupes humains dans lesquels chaque individu est nécessairement inclus, et bien sûr : l'humanité tout entière (cette manière de voir crée un lien avec l'accent mis sur le niveau transpersonnel de l'existence).
Le thème astral natal envisagé comme ensemble de besoins ou défis
La conséquence logique de ce point vue est que, pour l'astrologie humaniste, le thème astral natal d'un individu est considéré comme un ensemble de besoins, ou de défis, que la vie et/ou le cosmos « demande » ou « propose » à cet individu, besoins ou défis auxquels il a la liberté de choisir sa propre manière de répondre (avec toutes les diversités de conséquences qui découleront de ses choix, ou de ses absences de choix). 
Les transits envisagés comme ensemble de besoins ou défis
Mais dès lors qu'un individu est né à la vie, aucun processus cyclique ne se fige, et ce que symbolise chaque cycle continue son processus de transformation. La conséquence logique de ce point vue est que, pour l'astrologie humaniste, les transits astrologiques sont considérés comme un ensemble de besoins, ou de défis, posés par la vie et/ou par le cosmos à cet individu, besoins ou défis qui nuancent, remettent en question ou amplifient, bref : modifient et transforment les besoins ou défis symbolisés par le thème natal de cet individu. 
La pratique astrologique envisagée comme technique de compréhension des processus
Le principe général de l'astrologie humaniste n'est donc pas tellement de tenter de prévoir (dans le but éventuel de tenter de les éviter ou les changer) les évènements et les conditions extérieures qui nous plaisent moins que d'autres, et de prévoir (dans le but éventuel de tenter de les favoriser) les évènements et les conditions extérieures qui nous plaisent plus que d'autres. Il s'agit plutôt d'aider à comprendre (et accepter) la nécessité et la spécificité de chaque phase de chaque processus, qu'il s'agisse d'un processus de croissance (évolution), ou même d'un processus de décroissance (dévolution) (en cas d'échec lors du cycle précédent, ou bien lors de la moitié précédente du cycle en cours). 
Selon l'astrologie humaniste, c'est seulement lorsque sont acquises cette compréhension et cette acceptation, qu'il est alors possible de choisir de vivre chaque phase de notre vie : 
- soit d'une manière inadaptée (et donc pour le moins « erronée »),
- soit (de préférence) de manière plus adaptée (et donc plus « juste ») à ce que la spécificité de chaque phase de chaque cycle que nous traversons nous « demande ». Et c'est seulement ainsi qu'il est possible de tirer le meilleur parti de l'interprétation fournie par l'astrologie.

## Non-fatalisme et non-manichéisme
L'un des mérites de l'astrologie humaniste est de revendiquer, non pas l'inutilité (ce qui serait contestable historiquement), mais l'effet psychologiquement nuisible de l'astrologie telle qu'on la perçoit communément, et telle qu'on la pratique encore souvent, c'est-à-dire une astrologie qui est à la fois fataliste et manichéenne, autrement dit : déterministe à 100 %, et avec une opposition entre bien et mal très tranchée (positions et aspects considérés comme étant à 100% bénéfiques ou maléfiques).
Non-fatalisme
De par l'accent qu'elle met sur les processus, l'astrologie humaniste est par essence non-fataliste dans ses interprétations (que ce soient celles du thème astral de naissance ou celles des prévisions). Mais pour autant, comme on l'a vu, l'astrologie humaniste ne se fait pas du tout le défenseur du libre-arbitre absolu (théorie selon laquelle l'individu serait le maître absolu de sa destinée et/ou de son devenir).
Dans son ouvrage La Pratique de l'Astrologie, Dane Rudhyar a écrit : « L'avenir ne survient pas spontanément en dehors de l'individu. L'attitude de ce dernier à son égard contribue à sa manifestation ».
Non-manichéisme
De par l'accent qu'elle met sur les Processus, l'astrologie humaniste est par essence non-manichéenne dans ses interprétations (que ce soient celles du thème astral de naissance ou celles des prévisions). Dane Rudhyar a écrit, dans Astrologie de la Personnalité :« Comprenons bien que la croyance en l'influence bonne ou mauvaise des planètes nuit à l'équilibre psychologique (...). On est conduit à la dépendance psychologique, soit par la peur, soit par la démission ; car cela revient à se décharger de sa responsabilité sur une entité extérieure à soi ».
Concernant les positions et les aspects planétaires, le couple de termes Bénéfique et Maléfique avait déjà été remplacé par le couple dissonnant et consonnant ; mais la deuxième de ces deux appellations restait encore connotée trop négativement (sauf à l'oreille des musiciens, qui savent bien que, privée de dissonances, la musique devient terriblement ennuyeuse) ; en astrologie humaniste, ce couple de termes est donc souvent remplacé par le couple conciliateur et dynamique. En effet, comment un aspect quel qu'il soit pourrait-il être « maléfique », alors que, tout comme les aspects dits « bénéfiques », il est partie intégrante d'un cycle, et donc l'une des multiples phases nécessaires de ce cycle ? 

### Rejet des approches scientistes et traditionalistes et de l'orientation utilitariste de l'astrologie
Rejet des approches scientistes et traditionalistes de l'astrologie
Du fait de l'accent qu'elle met sur la dimension transpersonnelle de l'existence, et de son rejet de l'interprétation fatalisto-manichéenne l'astrologie humaniste, à la suite de Dane Rudhyar, rejette assez vigoureusement : 
- d'une part, les approches scientistes de l'astrologie, c'est-à-dire celles qui tentent (avec peu de succès) de transformer l'astrologie en branche des mathématiques, que ce soit par l'arithmétique (Alexandre Volguine), ou bien par la statistique (Michel Gauquelin);
- d'autre part, les approches traditionalistes de l'astrologie, c'est-à-dire celles qui tentent de la faire revenir aux conceptions anciennes (médiévales ou antiques), Cyril Fagan par exemple.

Rejet de l'orientation utilitariste de l'astrologie
Malgré ce rejet de l'interprétation fatalisto-manichéenne (rejet clairement affirmé dans leurs livres par Dane Rudhyar et Alexander Ruperti), quelques-uns parmi les astrologues qui, par l'analyse de la carte du ciel (thème astral), faisaient des études de profil psychologique et des bilans de personnalité à orientation utilitariste et à destination entrepreneuriale, avaient abusivement revendiqué leur appartenance à l'astrologie humaniste. 
Ce genre de pratiques, qui furent très en vogue dans les années 1980 en Europe dans les cabinets de recrutement, fut ensuite fortement contesté et a fini par tomber en désuétude. Quoi qu'il en soit, la contradiction est flagrante entre une astrologie à orientation utilitariste et les idées de l'astrologie humaniste, courant auquel certains de ceux qui pratiquaient une astrologie à orientation utilitariste disaient pourtant appartenir. 
Force est de constater que ces gens n'étaient donc autres que de simples imposteurs, qui, soit n'avaient rien compris à l'essence même de l'astrologie humaniste, soit voulaient tenter de tirer avantage à surfer sur la vague de notoriété qu'a connu ce courant en Europe à la suite de la traduction des livres de Dane Rudhyar dans les langues des pays européens non anglophones. D'ailleurs, le même genre de problème s'est également produit au détriment de l'astrologie conditionaliste et de l'astrologie karmique. 
Marief Ruperti-Cavaignac, l'une des chefs de file du Réseau d'Astrologie Humaniste, a donné de sa pratique une définition fort éloignée du fait d'aider à sélectionner, parmi un lot de candidats, la personne la plus douée pour occuper un emploi particulier : « Ce qui importe, ce n'est pas de faire de la caractérologie ou de prédire des événements, mais de comprendre (prendre en soi) le matériel de base à notre disposition (thème natal) et les enjeux ou défis à vivre à un moment donné (progressions et transits)... en fonction du niveau où l'on vit ».